# 天主教盧埃博教區
天主教盧埃博教區（拉丁語：Dioecesis Lueboënsis）是剛果民主共和國一個羅馬天主教教區，屬卡南加總教區。
教區的前身是一個宗座代牧區，成立於1959年4月25日，同年11月30日升為教區。
教區位於該國中南部西開賽省西南部。2004年有教友1,200,000人（佔轄區總人口60.0%）、三十個堂區、四十八名司鐸。目前教區主教為皮埃爾-塞萊斯坦·齊托科·曼巴。